# Combate em ambientes confinados

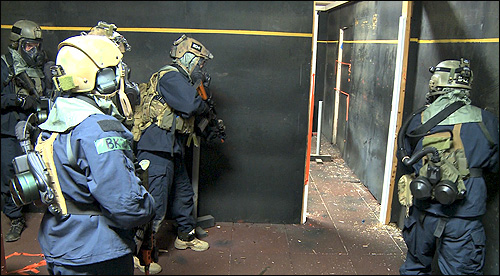
Militares treinando combate em ambiente confinado.

Combate em ambientes confinados ou combate a curta distância é um tipo de ação militar em que se emprega um conjunto de táticas quando a proximidade com o alvo é mínima. O cenário típico desse tipo de intervenção de ação é o ambiente urbano, como casas, apartamentos, prédios e quartos. É caracterizado pela velocidade, agressividade e precisão da força letal (ou não letal).
Esse conjunto de técnicas foi desenvolvidos nos anos 70, na Grã-Bretanha pela Special Air Service, e se tornou popular com as unidades policiais metropolitanas em todo o mundo.
Os operadores, soldados que aplicam estas técnicas, são necessariamente especialistas em suas armas, e treinam repetidas e exaustivas vezes as entradas nesses ambientes, até adquirirem uma perícia única, instintiva. Estas técnicas são bastante complexas, normalmente administradas em Forças Especiais e Comandos, e exigem decisões rápidas, reflexos, precisão de tiro e trabalho de equipe num nível altíssimo. Essas táticas são o principal fundamento do antiterrorismo e da "guerra não convencional".